# Gloria Aura Bortolini
Gloria Aura Bortolini (Treviso, 27 gennaio 1982) è una regista televisiva, fotografa e giornalista italiana.
I suoi lavori includono film, documentari, fotoreportage e articoli per la stampa. Collabora con televisioni e testate internazionali e progetti indipendenti. Conduttrice del programma Community di Rai Italia e della rubrica di viaggi del Kilimangiaro, Rai 3. Ha vinto una menzione speciale della Sony World Photography Awards 2013. Autrice e presentatrice della serie "Londra, linea Greenwich" sulle ultime tendenze londinesi, trasmessa all'interno del programma Kilimangiaro - Come è piccolo il mondo su Rai 3.

## Biografia
Gloria Aura Bortolini è nata a Treviso. Si è laureata in economia con specializzazione in comunicazione e marketing all'Università di Barcellona Pompeu Fabra - ESCI. Dopo la laurea, lavora come reporter e per tre anni viaggia in diversi paesi del mondo intervistando politici ed imprenditori per le principali testate economiche internazionali. Dopo aver trascorso due anni in Brasile e Argentina, si trasferisce a Londra. Lì matura l'interesse per il visual storytelling. La sua formazione giornalistica e la passione per la fotografia trovano la sintesi nel documentario e nel fotoreportage. La sua opera prima London afloat è premiata come miglior documentario in diversi festival cinematografici. I suoi lavori sono focalizzati sul dialogo interculturale, l'arte, storie di vite anticonvenzionali e viaggi. Gloria Aura è un'osservatrice delle realtà più nascoste e le racconta attraverso video, fotografia e reportage scritti.
Nel 2012 debutta in televisione come inviata del programma Alle falde del Kilimangiaro, su Rai 3. Dal 2017 conduce il programma per gli italiani all'estero Community - L'altra Italia in onda quotidianamente in tutto il mondo sul canale internazionale della radiotelevisione italiana Rai Italia insieme ad Alessio Aversa. Nel 2018 fonda il festival cinematografico Edera Film Festival, di cui è co-direttrice artistica. Dal 2019 approda prima a Rai 1 e poi a Rai 2 nel programma Top - Tutto quanto fa tendenza dove nella prima edizione è inviata nelle capitali europee e nella seconda edizione racconta i luoghi della bellezza italiani. Nel 2022 presenta i borghi italiani in onda nel programma Camper su Rai 1.

## Televisione
- Kilimangiaro (Rai 3, 2012-2021)
- Top - Tutto quanto fa tendenza (Rai 1-Rai 2, 2019-in corso)
- Camper (Rai 1, 2022 - in corso)

## Fotografia
- 1 day 6 cities (2011)
- è Africa (2013)
- East end, photobook (2013)
- Press Freedom (2015)

## Reportage
- Malta, Capital (2011)
- Pernambuco, Il Mondo (2011)
- Argentina, Il Mondo (2011)
- Brazil, fDi Financial Times (2011)

## Podcast
- Parla con LEI
- Valtur presenta: Cervinia

## Cortometraggi
- Il volto nascosto del Cyberbullismo, regia di Christian Olcese (2021)